# Matlacha Isles-Matlacha Shores
Matlacha Isles-Matlacha Shores – jednostka osadnicza w Stanach Zjednoczonych, w stanie Floryda, w hrabstwie Lee.